# Toni Cyclone
Toni Cyclone est une série de bande dessinée, écrite et dessinée par Roger Melliès, sur les aventures d'un officier pilote pendant la Seconde Guerre mondiale et la guerre de Corée. Cette série paraît de 1949 à 1962 dans les revues Artima. 
Le magazine Toni Cyclone republie ensuite ses aventures en poche, de 1961 à 1965.

## Intrigue
Toni Cyclone est lieutenant dans l'Armée de l'air. Jeune pilote, il participe aux opérations de la Seconde Guerre mondiale, d'abord sur le continent européen, puis en Afrique avec le colonel puis général Leclerc. 
Après la Seconde Guerre mondiale, il part en Extrême-Orient pour participer à la guerre de Corée avec les Américains. Il est toujours accompagné de son fidèle sergent-mécanicien Toto alias « Cambouis ».

## Historique de la série
Le série Toni Cyclone de Roger Melliès paraît de 1949 à 1962 dans diverses revues des éditions Artima. Elle est ainsi d'abord publiée dans les fascicules Une histoire de… sous forme de récits complets, puis dans Dynamic de 1954 à 1962.
Un magazine de bande dessinée portant son nom, Toni Cyclone, au format poche, republie ensuite ses aventures. 47 numéro en paraissent, de décembre 1961 à novembre 1965.

## Jugements sur la série
Pour Henri Filippini, Roger Melliès travaille surtout les personnages principaux et le dessin des matériels militaires, les décors ne sont qu'ébauchés, mais l'ensemble laisse « un souvenir agréable ».